# Francis Granger
Francis Granger (Suffield, 1º dicembre 1792 – Canandaigua, 31 agosto 1868) è stato un politico statunitense, 10° Direttore delle Poste.

## Biografia
Fu il decimo Direttore generale delle poste degli Stati Uniti d'America nel corso della presidenza di William Henry Harrison (9º presidente) prima e della presidenza di John Tyler (10º presidente) poi.
Nato nello stato del Connecticut, dopo aver svolto studi classici frequenta il Yale College terminandolo nel 1811. Si trasferisce con il padre di Canandaigua, stato di New York. Riprende gli studi specializzandosi in giurisprudenza.
Alla sua morte il corpo venne seppellito al Woodlawn Cemetery.